# Liste der Exilregierungen im Zweiten Weltkrieg
Im Zweiten Weltkrieg 1939–1945 wurden zahlreiche Exilregierungen gegründet. Sie vertraten teils besetzte Staaten, teils kriegführende Staaten als Gegenregierung.
Ihre Eigenbezeichnungen variierten sehr: Manche nannten sich National- oder Befreiungskomitee, Freiheitsrat oder ähnlich, andere nur Vertretung. Angeführt werden hier nur die in der Forschung als Exilregierung bezeichneten Kabinette, wobei Äthiopien und Indien umstritten sind.
Fast alle der aufgelisteten Länder liegen in Europa. Dies erklärt sich daraus, dass die in Afrika und Asien besetzten Gebiete überwiegend europäische Kolonien ohne Selbstverwaltung waren, die ins Exil hätte flüchten können.

## Von den Achsenmächten besetzte Länder

### Äthiopien
Exilregierung des Kaiserreichs Äthiopien
Kaiser
| Zeitraum                           | Name |
| ---------------------------------- | --- |
| 3. April 1930 – 12. September 1974 | Haile Selassie I. (Ras Tafari) (2. Mai 1936 – 5. Mai 1941 im Exil kurzfristig in Jerusalem, dann Bath, England, und später im Sudan) |

Chefminister
| Zeitraum         | Name                               |
| ---------------- | ---------------------------------- |
| 1. Mai 1936–1942 | Wolde Tzaddick (im Exil 1936–1941) |

### Belgien
Belgische Exilregierung
König
| Zeitraum                           | Name |
| ---------------------------------- | --- |
| 23. Februar 1934 – 16. Juli 1951   | Léopold III. (28. Mai 1940 – 8. Mai 1945 Deutscher Gefangener, 8. Mai 1945 – 22. Juli 1950 im Exil in der Schweiz) |
| 20. September 1944 – 18. Juli 1950 | Charles Théodore Henri Antoine Meinrad, Prinz von Belgien, Graf von Flandern (Regent)                              |

Ministerpräsidenten
| Zeitraum                            | Name | Partei  |
| ----------------------------------- | --- | ------- |
| 22. Februar 1939 – 12. Februar 1945 | Herzog [ab 1944] Hubert Pierlot (25. Mai 1940 – 8. September 1944 im Exil, zuerst in Frankreich, ab 25. Oktober 1940 in London) | PCS-KVV |
| 5. Juli 1940 – 31. Oktober 1940     | Marcel-Henri Jaspar (im Londoner Exil, in Opposition, nicht anerkannt)                                                          | CP      |

CP = Parti Catholique (Katholische Partei); PCS-KVV = Parti Catholique Social – Katholieke Vlaamsche Volkspartij (Soziale Katholische Partei – Katholische Flämische Volkspartei)

### Dänemark
Dänischer Freiheitsrat
Vorsitzende des Dänischen Freiheitsrates
| Zeitraum                          | Name                                                           | Partei |
| --------------------------------- | -------------------------------------------------------------- | ------ |
| 30. September 1940 – 15. Mai 1942 | Karl Gustav Anker-Petersen (geschäftsführend) (in London)      |        |
| 15. Mai 1942 – 5. Mai 1945        | John Guido Leo Christmas Møller (geschäftsführend) (in London) |        |

### Frankreich
Nationalkomitee Freies Frankreich und Provisorischen Regierung
Vorsitzende des Nationalkomitees Freies Frankreich
| Zeitraum                          | Name                                                | Partei  |
| --------------------------------- | --------------------------------------------------- | ------- |
| 24. September 1941 – 3. Juni 1943 | Charles de Gaulle (in London)                       | Militär |
| 3. Juni 1943 – 9. November 1943   | Charles de Gaulle + Henri Honoré Giraud (in Algier) | Militär |
| 9. November 1943 – 3. Juni 1944   | Charles de Gaulle (in Algier)                       | Militär |

Vorsitzender der Provisorischen Regierung
| Zeitraum                       | Name              | Partei    |
| ------------------------------ | ----------------- | --------- |
| 3. Juni 1944 – 26. Januar 1946 | Charles de Gaulle | parteilos |

### Griechenland
Griechische Exilregierung
König
| Zeitraum                               | Name |
| -------------------------------------- | --- |
| 10. November 1935 – 1. April 1947      | Georgios II. (22. April 1941 – 27. September 1946 im Exil: ab 22. April 1941 – Ende Mai 1941 auf Kreta, dann in Kairo und Johannesburg, ab 22. September 1941 in London, und ab März 1943 in Kairo) |
| 30. Dezember 1944 – 27. September 1946 | Erzbischof Damaskinos (Regent) |

Ministerpräsidenten
| Zeitraum                        | Name | Partei    |
| ------------------------------- | --- | --------- |
| 21. April 1941 – 29. April 1941 | Emmanouil Ioannou Tsouderos (regiert weiter im Exil bis 13. April 1944, erst auf Kreta, dann in Kairo und Johannesburg, ab 22. September 1941 in London, und ab März 1943 in Kairo) | parteilos |
| 13. April 1944 – 26. April 1944 | Sophoklis Eleftheriou Venizelos (in Kairo) | KF        |
| 26. April 1944 – 3. Januar 1945 | Georgios Andreou Papandreou (bis 18. Oktober 1944 in Kairo) | parteilos |

Chefs des Politischen Komitees der Nationalen Befreiung (Regierung der vom Widerstand kontrollierten Gebiete, so genannte Bergregierung, schloss sich der Exilregierung an)
| Zeitraum                           | Name                | Partei  |
| ---------------------------------- | ------------------- | ------- |
| 10. März 1944 – 18. April 1944     | Evripidis Bakirtzis | Militär |
| 18. April 1944 – 2. September 1944 | Alexandros Svolos   | ELD     |

KF = Komma Fileleftheron (Liberale Partei)
ELD = Énosi Laikís Dimokratías (Vereinigte Volksdemokratie)

### Jugoslawien
Jugoslawische Exilregierung
König
| Zeitraum                            | Name                                                                                                  |
| ----------------------------------- | --- |
| 9. Oktober 1934 – 29. November 1945 | Petar II. (ab 13./14. April 1941 in London, Oktober 1943 – März 1944 in Kairo, dann wieder in London) |
| Provisorische Regentschaft          | |
| 2. März 1945 – 8. August 1945       | Srđan „Sascha“ Budisavljević                                                                          |
| 2. März 1945 – 8. August 1945       | Dušan Sernec                                                                                          |
| 2. März 1945 – 8. August 1945       | Ante Mandić                                                                                           |

Ministerpräsidenten
| Zeitraum                        | Name                                                         | Partei    |
| ------------------------------- | ------------------------------------------------------------ | --------- |
| 27. März 1941 – 12. Januar 1942 | Dušan T. Simović (ab April 1941 in London)                   | Militär   |
| 12. Januar 1942 – 26. Juni 1943 | Slobodan Jovanović (in London)                               | parteilos |
| 26. Juni 1943 – 10. August 1943 | Miloš Trifunović (in London)                                 | SNRS      |
| 10. August 1943 – 8. Juli 1944  | Božidar Purić (in London; Oktober 1943 – März 1944 in Kairo) | parteilos |
| 8. Juli 1944 – 30. Januar 1945  | Ivan Šubašić (in London)                                     | HSS       |
| 30. Januar 1945 – 7. März 1945  | Drago Marušić (in London)                                    |           |

HSS = Hrvatska Seljačka Stranka (Kroatische Bauernpartei); SNRS = Srpska Narodna Radikalna Stranka (Serbische Radikale Volkspartei)

### Luxemburg
Luxemburgische Exilregierung
Großherzogin
| Zeitraum                            | Name |
| ----------------------------------- | --- |
| 15. Januar 1919 – 12. November 1964 | Charlotte (9. Mai 1940 – 14. April 1945 im Exil: Frankreich, ab August 1940 London, ab 4. Oktober 1940 New York, ab November 1940 Montreal) |

Ministerpräsident
| Zeitraum                             | Name | Partei       |
| ------------------------------------ | --- | ------------ |
| 5. November 1937 – 29. Dezember 1953 | Pierre Dupong (10. Mai 1940 – 23. September 1944 in London; nach anderen Angaben zunächst in Paris, später in Kanada) | PD; 1944 CSV |

CSV = Chrëschtlech Sozial Vollekspartei/Parti Chrétien-social (Christlich-Soziale Volkspartei, christlich-demokratisch); PD = Parti de la Droite (Rechtspartei, konservativ, 1944 umbenannt in CSV)

### Niederlande
Niederländische Exilregierung
Königin
| Zeitraum                              | Name                                                |
| ------------------------------------- | --------------------------------------------------- |
| 23. November 1890 – 4. September 1948 | Wilhelmina (13. Mai 1940 – 13. März 1945 in London) |

Ministerpräsidenten
| Zeitraum                            | Name                                                  | Partei |
| ----------------------------------- | ----------------------------------------------------- | ------ |
| 10. August 1939 – 3. September 1940 | Dirk Jan de Geer (ab 13. Mai 1940 in London)          | CHU    |
| 3. September 1940 – 24. Juni 1945   | Pieter Sjoerds Gerbrandy (bis 23. Mai 1945 in London) | ARP    |

ARP = Anti-Revolutionaire Partij (Anti-Revolutionäre Partei, protestantisch); CHU = Christelijk Historische Unie (Christlich-Historische Union)
Es gab vier 'Londoner Kabinette'.

### Norwegen
Norwegische Exilregierung
König
| Zeitraum                               | Name                                                                                                   |
| -------------------------------------- | --- |
| 25. November 1905 – 21. September 1957 | Håkon VII. (9. April – 7. Juni 1940 auf der Flucht in Norwegen, 7. Juni 1940 – 7. Juni 1945 in London) |

Ministerpräsident
| Zeitraum                          | Name | Partei    |
| --------------------------------- | --- | --------- |
| 20. März 1935 – 25. Juni 1945     | Johan Nygaardsvold (9. April – 7. Juni 1940 auf der Flucht in Norwegen, 7. Juni 1940 – 31. Mai 1945 in London) | DnA       |
| geschäftsführend für Nygaardsvold | |           |
| 9. Mai 1945 – 14. Mai 1945        | 8 Rådmenn | 8 Rådmenn |
| 9. Mai 1945 – 14. Mai 1945        | Alv Helland | parteilos |
| 9. Mai 1945 – 14. Mai 1945        | Carl Platou | parteilos |
| 9. Mai 1945 – 14. Mai 1945        | Sverre Iversen                                                                                                 | parteilos |
| 9. Mai 1945 – 14. Mai 1945        | Per Preben Prebensen                                                                                           | parteilos |
| 9. Mai 1945 – 14. Mai 1945        | Reidar Tønnesson                                                                                               | parteilos |
| 9. Mai 1945 – 14. Mai 1945        | Halvdan E. Stokke                                                                                              | parteilos |
| 9. Mai 1945 – 14. Mai 1945        | Egil Sundt | parteilos |
| 9. Mai 1945 – 14. Mai 1945        | Nikolai Schei                                                                                                  | parteilos |
| 14. Mai 1945 – 31. Mai 1945       | Oscar Fredrik Torp                                                                                             | DnA       |

DNA = Det Norske Arbeiderparti (Norwegische Arbeiterpartei, sozialdemokratisch)

### Philippinen
Exilregierung der Philippinen
Präsidenten
| Zeitraum                           | Name                                                                      | Partei |
| ---------------------------------- | ------------------------------------------------------------------------- | ------ |
| 15. November 1935 – 1. August 1944 | Manuel Luis Quezón Antonio y Molina (ab 3. Januar 1942 in Washington, DC) | PN     |
| 1. August 1944 – 28. Mai 1946      | Sergio Osmeña (bis 20. Oktober 1944 in Washington, DC)                    | PN     |

US-Hochkommissare
| Zeitraum                         | Name                                                  |
| -------------------------------- | ----------------------------------------------------- |
| 1939 – 7. September 1942         | Francis Bowes Sayers (ab 23. Februar 1942 in den USA) |
| 7. September 1942 – 4. Juli 1946 | Paul Vories McNutt (bis August 1945 in den USA)       |

PN = Partido Nacionalista (Nationalistische Partei)

### Polen
Polnische Republik im Exil
Präsidenten
| Zeitraum                          | Name                                                         | Partei                     |
| --------------------------------- | ------------------------------------------------------------ | -------------------------- |
| 4. Juni 1926 – 30. September 1939 | Ignacy Mościcki (ab 17. September 1939 in Rumänien)          | parteilos                  |
| 30. September 1939 – 6. Juni 1947 | Władysław Raczkiewicz (in Paris, ab 17. Juni 1940 in London) | parteilos                  |
| 9. Juni 1947 – 7. April 1972      | August Zaleski                                               | PPS/parteilos              |
| 9. April 1972 – 24. März 1979     | Stanisław Ostrowski                                          | parteilos                  |
| 8. April 1979 – 8. April 1986     | Graf Edward Bernard Andrzej Maria Raczyński                  | parteilos                  |
| 8. April 1986 – 19. Juli 1989     | Kazimierz Aleksander Sabbat                                  | parteilos                  |
| 19. Juli 1989 – 22. Dezember 1990 | Ryszard Kaczorowski                                          | parteilos                  |
| 3. August 1954–1972               | Dreier-Rat (in Opposition)                                   | Dreier-Rat (in Opposition) |
| 3. August 1954–1972               | 1) Edward Bernard Andrzej Maria Graf Raczyński               | parteilos                  |
| 3. August 1954–1972               | 2) Władysław Anders (bis 12. Mai 1970)                       | parteilos                  |
| 3. August 1954–1972               | 2) Stanisław Kopański (ab 1970)                              | Militär /parteilos         |
| 3. August 1954–1972               | 3) Tomasz Arciszewski (bis 20. November 1955)                | PPS                        |
| 3. August 1954–1972               | 3) Graf Tadeusz Bór-Komorowski (1956 – 24. August 1966)      | Militär /parteilos         |
| 3. August 1954–1972               | 3) Roman Władysław Odzierzyński (1966–1968)                  | Militär /parteilos         |
| 3. August 1954–1972               | 3) Stanisław Mglej (1968–1969)                               |                            |
| 3. August 1954–1972               | 3) Alfred Urbański (ab 1969)                                 | parteilos                  |

Ministerpräsidenten
| Zeitraum                             | Name                                                                | Partei             |
| ------------------------------------ | ------------------------------------------------------------------- | ------------------ |
| 15. Mai 1936 – 30. September 1939    | Felicjan Sławoj Składkowski (ab 17. September 1939 in Rumänien)     | Militär /parteilos |
| 30. September 1939 – 18. Juli 1940   | Władysław Eugeniusz Sikorski (in Paris, ab 17. Juni 1940 in London) | Militär            |
| 18. Juli 1940 – 20. Juli 1940        | August Zaleski                                                      | PPS                |
| 20. Juli 1940 – 4. Juli 1943         | Władysław Eugeniusz Sikorski                                        | Militär            |
| 5. Juli 1943 – 29. November 1944     | Stanisław Mikołajczyk (geschäftsführend bis 14. Juli 1943)          | SL                 |
| 29. November 1944 – 2. Juli 1947     | Tomasz Arciszewski                                                  | PPS                |
| 2. Juli 1947 – 7. April 1949         | Graf Tadeusz Bór-Komorowski                                         | Militär /parteilos |
| 7. April 1949 – 25. September 1950   | Tadeusz Tomaszewski                                                 |                    |
| 25. September 1950 – 18. Januar 1954 | Roman Władysław Odzierzyński                                        | Militär /parteilos |
| 18. Januar 1954 – 8. Juni 1954       | Jerzy M. Hryniewski                                                 | LNP                |
| 8. Juni 1954 – 8. August 1955        | Stanisław Mackiewicz                                                | BBWR               |
| 8. August 1955 – 11. September 1955  | Hugon Hanke                                                         | SP                 |
| 11. September 1955 – 25. Juni 1965   | Antoni Pająk                                                        | PPS                |
| 25. Juni 1965 – 16. Juli 1970        | Aleksander Zawisza                                                  | parteilos          |
| 16. Juli 1970 – 15. Juli 1972        | Zygmunt Muchniewski                                                 | ChD                |
| 15. Juli 1972 – 2. Juli 1976         | Alfred Urbański                                                     | parteilos          |
| 5. August 1976 – 7. April 1986       | Kazimierz Aleksander Sabbat                                         | parteilos          |
| 7. April 1986 – 22. 12. 1990         | Edward Szczepanik                                                   | LNP                |

Die Polnische Regierung im Exil verlor die diplomatische Anerkennung der West-Alliierten am 5. Juli 1945.
BBWR = Bezpartyjny Blok Współpracy z Rządem (Unparteiischer Block für die Zusammenarbeit mit der Regierung, Regierungspartei 1928–1935); ChD = Chrześcijańska Demokracja (Christliche Demokratie); LNP = Liga Niezależności Polski (Liga für Polens Unabhängigkeit); PPS = Polska Partia Socjalistyczna (Polnische Sozialistische Partei); SL = Stronnictwo Ludowe (Volkspartei); SND = Stronnictwa Narodowo-Demokratyczne (Nationaldemokratische Partei); SP = Stronnictwo Pracy (Arbeiterpartei)

### Tschechoslowakei
Regierung im Exil
(anerkannt 21. Juli 1940)
Amtierender Vorsitzender des Tschechoslowakischen Nationalrats
| Zeitraum                          | Name                  | Partei |
| --------------------------------- | --------------------- | ------ |
| 17. November 1939 – 21. Juli 1940 | Jan Šrámek (in Paris) | ČSL    |

Präsident
| Zeitraum                      | Name                     | Partei    |
| ----------------------------- | ------------------------ | --------- |
| 21. Juli 1940 – 2. April 1945 | Edvard Beneš (in London) | parteilos |

Ministerpräsident
| Zeitraum                      | Name                   | Partei |
| ----------------------------- | ---------------------- | ------ |
| 21. Juli 1940 – 2. April 1945 | Jan Šrámek (in London) | ČSL    |

ČSL = Československá Strana Lidová (Tschechoslowakische Volkspartei, nationalistisch, konservativ, ab 1948 Mitglied der Nationalen Front)

## Sonstige

### Indien
Freies Indien, Azad Hind
Staatsoberhaupt und Premierminister der Provisorischen Regierung des Freien Indien
| Zeitraum                           | Name | Partei |
| ---------------------------------- | --- | ------ |
| 21. Oktober 1943 – 18. August 1945 | Subhash Chandra Bose (genannt Netaji [Führer]) (Im Exil 21. Oktober 1943 – 18. August 1945: bis November 1943 in Singapur November 1943 – November 1944 in Rangun, Burma November 1944 – 10. Januar 1945 in Singapur Januar 1945 – 24. April 1945 in Rangun, Burma April – Mai 1945 in Bangkok, Thailand Mai – 12. August 1945 in Kuala Lumpur, Malaya dann wieder in Singapur) | AIFB   |

AIFB = All India Forward Bloc (linke Indische Nationalisten, gegründet 1939 von Subhash Chandra Bose, vertrat die Unabhängigkeit, pro-japanisch); Abspaltung des INC = Indian National Congress („Kongresspartei“)

### Spanien
Spanische Republik im Exil
(in Mexiko)
Präsidenten
| Zeitraum                             | Name                                  | Partei    |
| ------------------------------------ | ------------------------------------- | --------- |
| 1940 – 17. August 1945               | Álvaro de Albornoz (geschäftsführend) | IR        |
| 17. August 1945 – 1. Januar 1962     | Diego Martínez Barrio                 | UR        |
| 11. Februar 1962 – 16. November 1970 | Luis Jiménez de Asúa                  | parteilos |
| November 1970 – 1. Juli 1977         | José Antonio Maldonado                | IR        |

Ministerpräsidenten
| Zeitraum                            | Name                                | Partei       |
| ----------------------------------- | ----------------------------------- | ------------ |
| 4. März 1939 – 17. August 1945      | Juan Negrín López                   | PSOE         |
| 17. August 1945 – 9. Februar 1947   | José Giral Pereyra                  | IR/parteilos |
| 9. Februar 1947 – 8. August 1947    | Rodolfo Llopis Ferrándiz            | PSOE         |
| 8. August 1947 – 13. August 1951    | Álvaro de Albornoz y Liminiana      | IR/parteilos |
| 13. August 1951 – 9. Mai 1960       | Félix Gordón Ordás                  | parteilos    |
| 9. Mai 1960 – 28. Februar 1962      | Emilio Herrera Linares              | parteilos    |
| 28. Februar 1962 – 28. Februar 1971 | Claudio Sánchez-Albornoz y Menduiña | UR/parteilos |
| 28. Februar 1971 – 23. Juli 1977    | Fernando Valera Aparicio            | parteilos    |

IR = Izquierda Republicana (Republikanische Linke, ex-UR); PSOE = Partido Socialista Obrero Español (Spanische Sozialistische Arbeiterpartei, sozialdemokratisch); UR = Unión Republicana (Republikanische Union)